# آلسونگا
آلسونگا (به لاتین: Alsunga) یک روستا در لتونی است که در شهرداری آلسونگا واقع شده‌است.

## خصوصیات
السانگا ۹۴۰ نفر جمعیت دارد.